# 科學少女
《科學少女》，是一部2022年上映的台灣電影，由莊景燊執導，姚以緹、盧以恩等主演。本片由東海大學、台灣師範大學、東吳大學以及大渡山學會共同出品，是首部以8—18歲青少年科普AI（人工智慧）教育為主題的電影。本片獲選為2022年桃園電影節開幕片，於9月16日全台上映。

## 故事大綱
高中女生劉子瑜（盧以恩飾）一直將對亡母的思念，寄託於程式研究。她的科學家爸爸（王傳一飾）帶回一個與亡妻容貌一模一樣的人工智能機器人艾普洛（姚以緹飾），希望藉以慰解子瑜的喪母之痛，但卻令子瑜難以接受。子瑜的學校來了一名轉學生吳亦修（林暉閔飾），兩人一起參加青少年圖靈大賽（JTA)，研究如何優化子瑜開發的「Happy Phoebe」應用程式，漸漸產生曖昧的感情。子瑜亦漸漸接受溫柔而堅定的艾普洛，卻仍未意識到危機的腳步已經默默逼近...。

## 演員表

### 主要角色
| 演員   | 角色   | 備註                               |
| ------ | ------ | ---------------------------------- |
| 盧以恩 | 劉子瑜 | 17歲，高中女生。                   |
| 姚以緹 | 蔡宜君 | 子瑜和子珈母親，已故。             |
| 姚以緹 | 艾普洛 | 與蔡宜君外貌相同的人工智能機器人。 |
| 王傳一 | 劉家齊 | 子瑜和子珈父親，科學家。           |
| 鄭品茜 | 劉子珈 | 5歲，子瑜妹妹。                    |
| 林暉閔 | 吳亦修 | 子瑜同學。                         |

### 特別演出
| 演員   | 角色   | 備註                       |
| ------ | ------ | -------------------------- |
| 柯宇綸 | 吳宏傑 | 亦修父親，試圖奪走艾普洛。 |
| 許時豪 | Steve  | 子瑜學校的老師。           |
| 李知安 | 陳婷婷 | 子瑜的閨密。               |

## 製作
按製作單位所述，本片乃獻給兩位致力於女性科學教育的已故女性學者吳嘉麗教授及林清凉教授。兩位教授生前都曾協助本片籌備，吳嘉麗教授生前曾表示期望通過本片鏡頭「把數理學科延伸為饒富趣味的劇情，以不⼀樣的方式展現給對數理沒有自信的莘莘學子」。
本片於2014年開始籌備，達七年之久，至2021年10月才正式開鏡拍攝。